# 大奮迅
『大奮迅』（だいふんじん、Smashing Barriers）は、1919年に制作された15チャプターからなる連続活劇で、ウィリアム・ダンカンが監督、主演したアメリカ合衆国の映画であったが、現在では失われた映画とされている。制作、配給はヴァイタグラフ・カンパニー・オブ・アメリカ。
この連続活劇は、6巻の長編映画に圧縮されたものが1923年に制作され、同じ題名でヴァイタグラフからリリースされた。

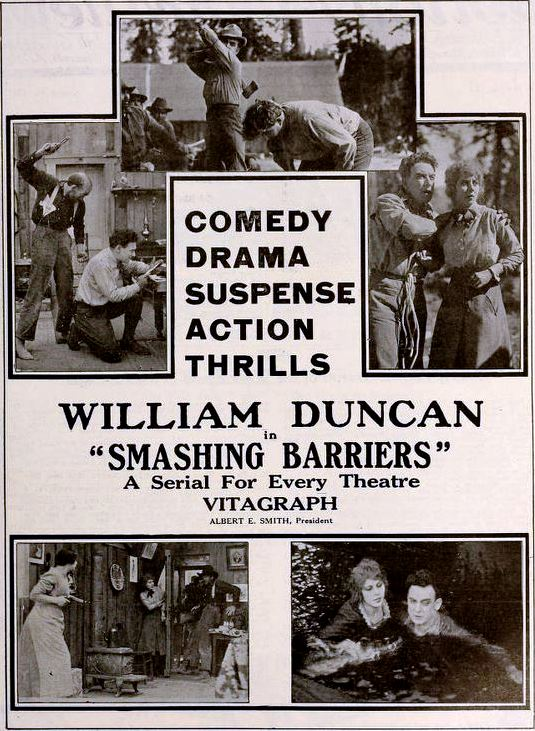
広告

## あらすじ
（1923年版についての日本語による紹介に基づく。役名はIMDbなどに見えるものと一致しない。）
大学を放校になったディック・デアリングは、新たな人生を求めて西部へと向かう。そこで、鉱山や材木会社を経営するヘンリー・マナースに雇われることになったが、折しも悪漢バルジャーが事業の簒奪を図って、マナースをどこかへ連れ去ってしまう。マナースの娘ベラは、ディックに危地を救われ、二人は協力して父の行方を捜す。しかし、バルジャーとその一味はベラとディックの身に次々と魔手を伸ばしてくる。...

## キャスト
- ウィリアム・ダンカン - Dan Stevens
- イーディス・ジョンソン - Helen Cole
- ウォルター・ロジャース (Walter Rodgers) - Slicker Williams
- ジョージ・スタンリー (George Stanley) - John Stevens
- フレッド・ダーントン (Fred Darnton) - Benjamin Cole
- スリム・コール（英語版） - Long Tom Brown
- ウィリアム・マッコール（英語版） - Henry Marlin
- ジョー・ライアン (Joe Ryan) - Wirenail Hedges
- ヴィンセンテ・ハワード (Vincente Howard)
- ドロシー・ウォルバート（英語版）

## チャプター
1. The Test of Courage
2. The Plunge of Death
3. The Tree Hut of Torture
4. The Deed of a Devil
5. The Living Grave
6. Downward to Doom
7. The Fatal Plight
8. The Murder Car
9. The Dynamite Tree
10. Overpowered
11. The Den of Deviltry
12. Explosive Bullets
13. The Deadfall
14. Trapped Like Rats
15. The Human Chain （別題："The Final Barrier"）

## 保存状態
オリジナルの連続活劇の完全版は現存していない。1923年の長編映画版の不完全な要約版は、個人蔵に存在している。